# دمتریوس مونتفرات
دمتریوس مونتفرات (ایتالیایی: Demetrio di Monferrato؛ ۱۲۰۵ – ۱۲۳۰)، آخرین پادشاه تسالونیک از ۱۲۲۴ تا سال ۱۲۳۰ و فتح مرکز این پادشاهی توسط نیروهای یونانی اپیروس بود. وی پس از سقوط تسالونیک به ایتالیا فرار کرد و به خدمت فریدریش دوم، امپراتور مقدس روم، درآمد و همراه وی عازم جنگ صلیبی در اراضی مقدس شد. وی سرانجام در سال ۱۲۳۰ در امالفی درگشت تا پس از مرگ وی، عنوان افتخاری پادشاه تسالونیک به فریدریش برسد.